# Стеде-Брук
Стеде-Брук (нід. Stede Broec, Нідерландською: [ˌsteːdə ˈbruk] ( прослухати)) — муніципалітет у Нідерландах, у провінції Північна Голландія.

## Населені пункти муніципалітету
Міста
- Бовенкарспел
- Гротебрук

Село
- Лют'єбрук

## Топографія
Нідерландська топографічна карта муніципалітету Стеде-Брук, червень 2015 року

## Визначні уродженці
- Йоганнес Віллебрандс (1909 – 2006) — нідерландський кардинал, архієпископ Утрехта і примас Нідерландів

## Галерея

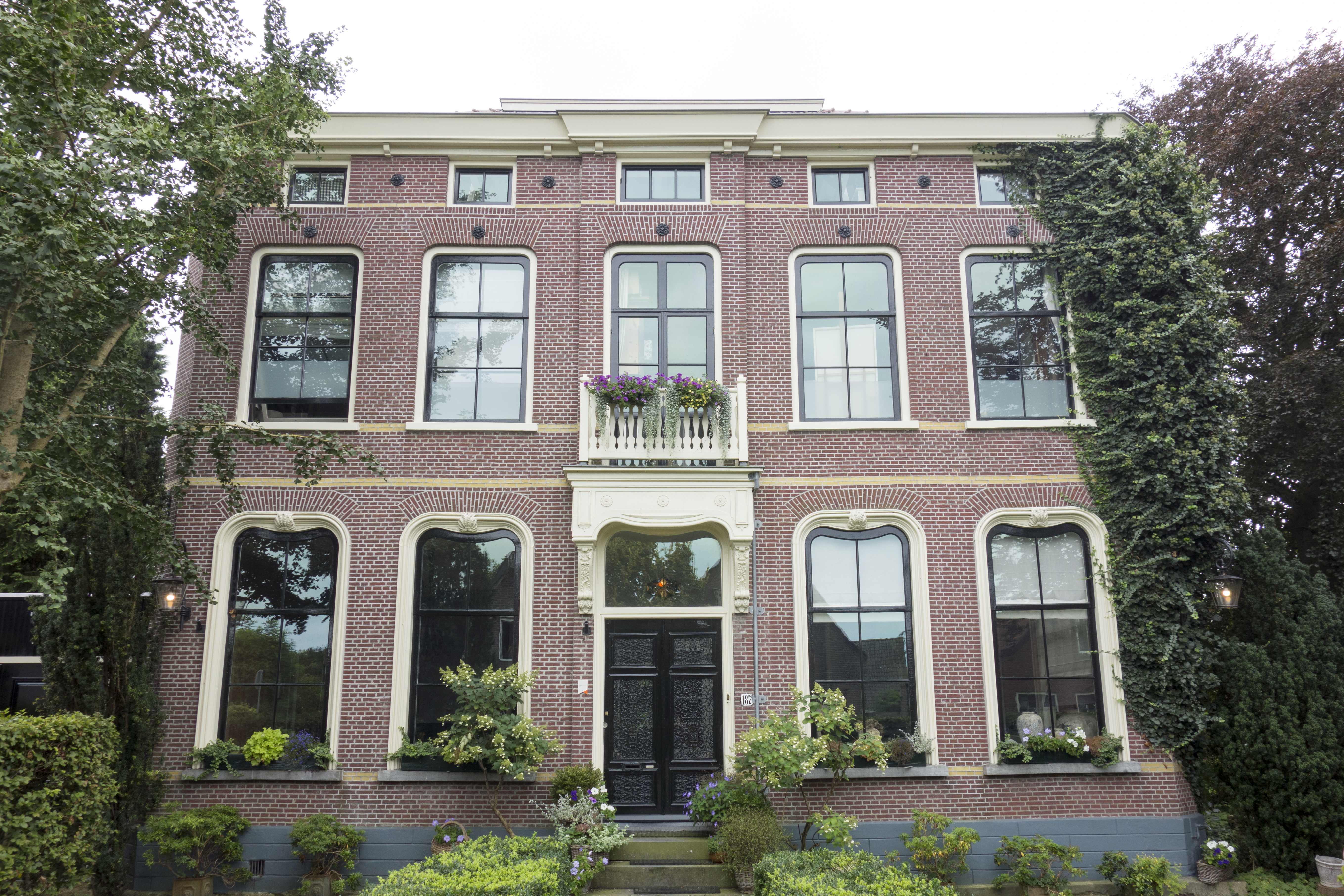
Будинок у Гротебрузі
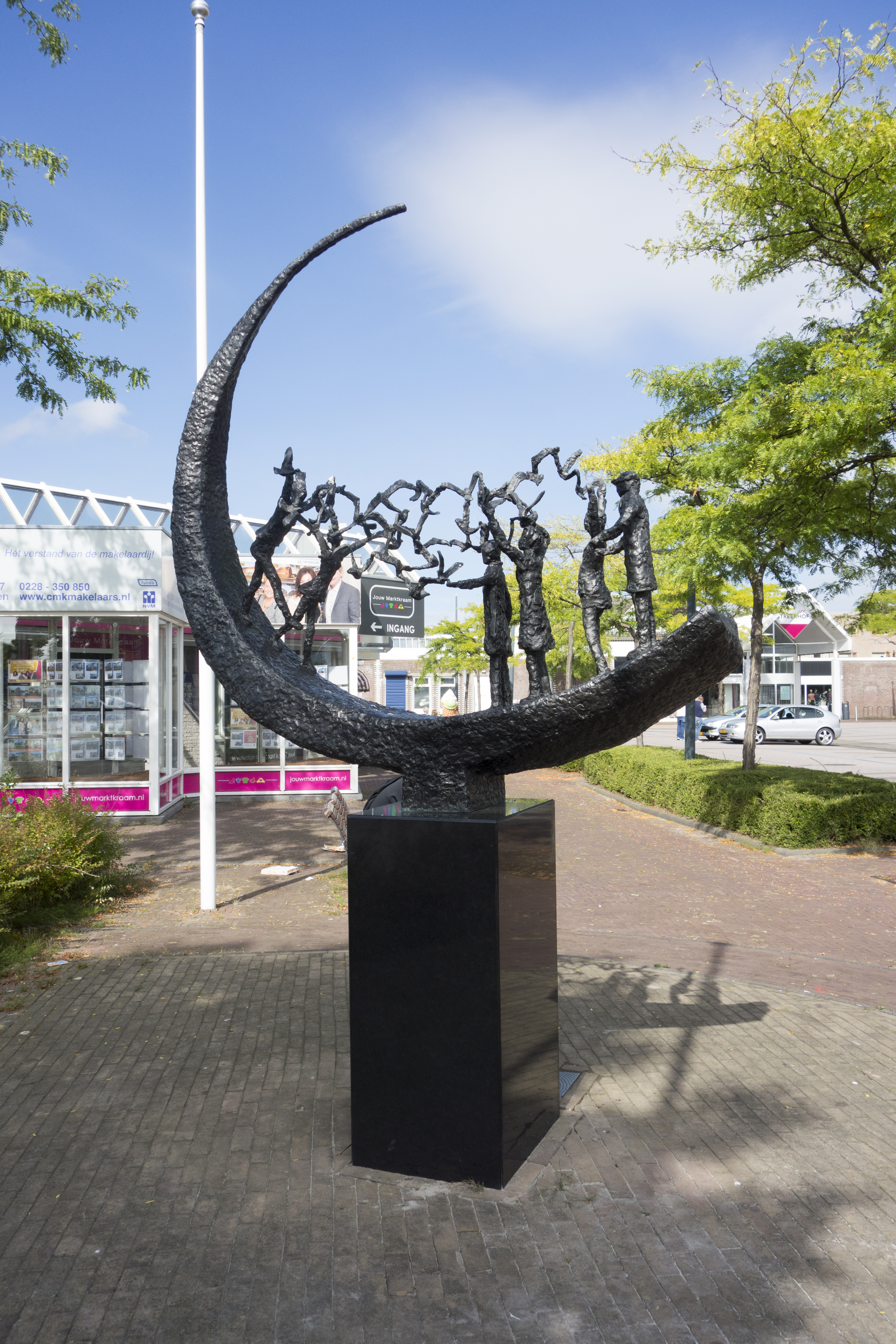
Монумент у Гротебруці
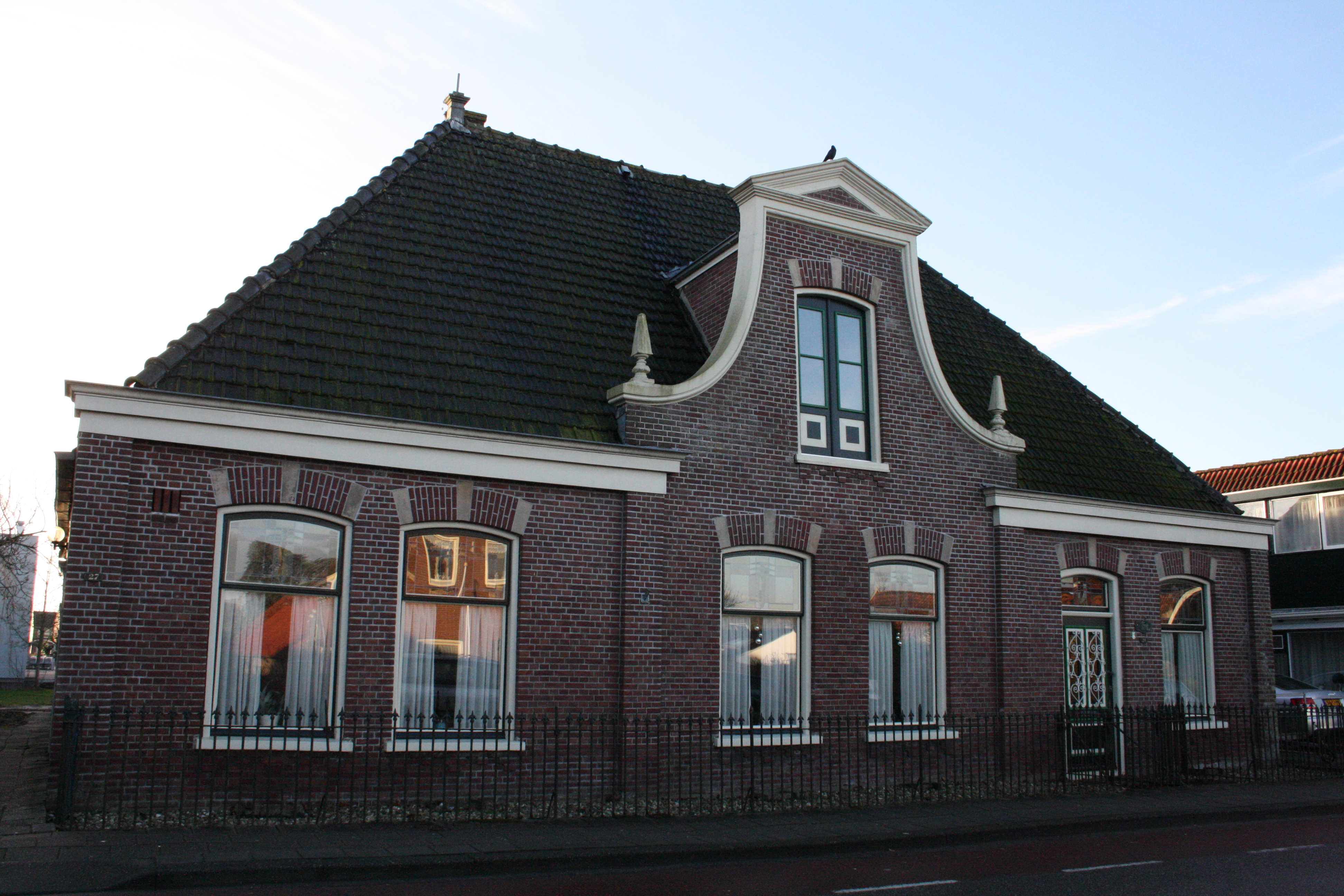
Будинок у Лют'єбруці
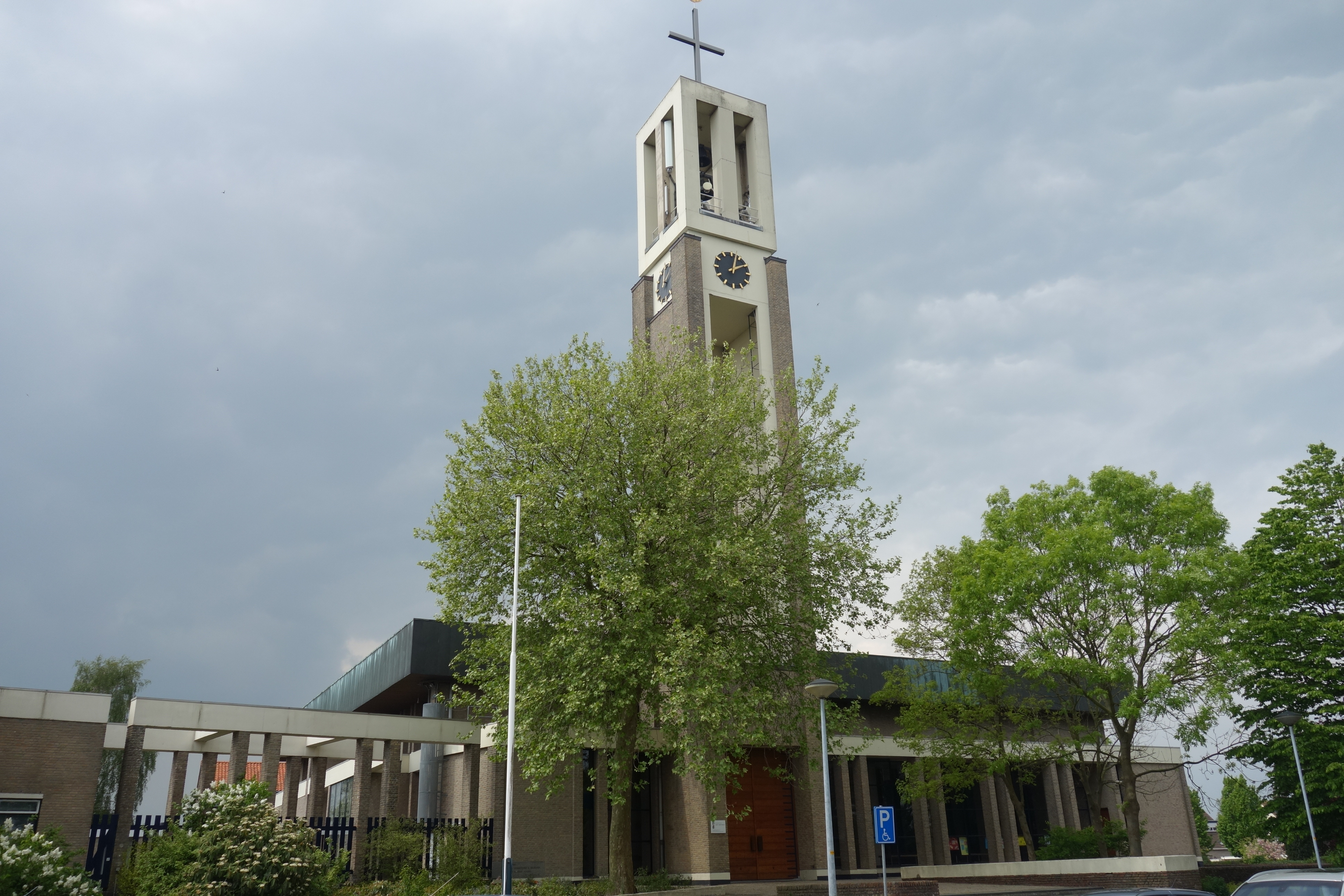
Церква св. Мартінуса